# Alemanes de Rusia
Alemanes de Rusia (en alemán: Russlanddeutsche) es el nombre genérico con el cual se conoce a los diferentes grupos de alemanes étnicos del antiguo Imperio ruso (más extenso que la Rusia actual), la Unión Soviética y la actual Federación de Rusia.
Los que -en lenguaje apropiado- se refieren como alemanes de Rusia, en lenguaje coloquial alguna vez fueron mal llamados "rusoalemanes" o "rusos alemanes". El error surgió de una mala traducción del término alemán Russlanddeutsche (alemanes de Rusia), ya que Russland no es un adjetivo en alemán, sino un sustantivo: no significa "ruso" sino "Rusia". Y Deutsche, el único adjetivo gentilicio que contiene el término, significa "alemanes". Por lo cual la traducción correcta es alemanes de Rusia. 
Los diferentes grupos de alemanes asentados en la extensa Rusia, a su vez, pueden recibir un nombre más específico de acuerdo al lugar de asentamiento.
Por ejemplo: un alemán étnico nacido en alguna de las aldeas alemanas que se hallaban circundantes a la ciudad portuaria de Odesa, en Nueva Rusia (actual Ucrania), es a la vez un alemán del mar Negro, es un alemán de Ucrania y es un alemán de Rusia (la antigua, Imperio ruso). O al revés: los alemanes de Odesa pertenecen al grupo de los alemanes del mar Negro, a los de Ucrania y a los de Rusia, y menos específicamente aún, a los del este europeo.
Nótese que alemanes de Rusia no abarca a todos los diversos grupos de alemanes étnicos que vivían en el este de Europa. 
A continuación se describen algunos de los grupos de alemanes de Rusia.

## En Moscú
El primer asentamiento alemán en Rusia se remonta al reinado de Basilio III de Moscú en el siglo XVI. Un grupo de artesanos y comerciantes alemanes y holandeses se establecieron en el Cuartel Alemán de Moscú (Немецкая слобода, o Nemétskaya Slobodá), proporcionando conocimientos técnicos esenciales en la capital. Poco a poco, esta política se extendió a algunas otras grandes ciudades. En 1682 Moscú tenía alrededor de 200.000 ciudadanos, de los cuales 18.000 eran Nemtsy, lo que significa alemán o extranjero occidental. 
Pedro El Grande se vio muy influido por la comunidad ubicada en el barrio alemán, y se cree que gran parte de sus esfuerzos para transformar Rusia en un Estado europeo más moderno tienen su origen en la experiencia que tuvo con los asentamientos de alemanes en Rusia. A fines del siglo XVII, los extranjeros ya no eran poco frecuentes en las ciudades rusas, y el barrio alemán había perdido su carácter étnico a finales de ese siglo. 

## Alemanes del Vístula
A través de las guerras y las particiones de Polonia, el Imperio ruso adquirió una cantidad cada vez mayor de territorio en el norte, el oeste y el centro de Polonia. El río Vístula fluye de sur a norte, desemboca en el mar Báltico cerca de Danzig (actual Gdansk), y los alemanes se asentaron en este valle fluvial a partir del mar Báltico, llegando más al sur con el tiempo. Finalmente, Prusia adquirió la mayor parte de la cuenca del Vístula, y la porción central de entonces se convirtió en la Prusia del Sur. Su existencia fue breve, de 1793 a 1806, pero muchos alemanes y holandeses fundaron allí asentamientos protestantes, principalmente de carácter agrícola. Desde la ya Silesia prusiana al sudoeste, algunos alemanes católicos entraron también en la región. El mapa Breyer de 1935 (desarrollado por Albert Breyer, historiador alemán étnico de Polonia) muestra la distribución de los asentamientos alemanes en lo que hoy es la Polonia central. 
Las victorias de Napoleón en la región terminaron con la corta existencia de Prusia del Sur que, junto a otros territorios, fueron incorporados al Ducado de Varsovia. Pero en 1815 el ducado se dividió con Posen-Prusia Occidental una vez más, pasando a formar parte de Prusia. Lo que ahora es el centro de Polonia se convirtió en el Zarato de Polonia, más comúnmente conocido como Polonia rusa. Muchos alemanes permanecieron en esta región central, y también permaneció su dialecto prusiano del alemán medio, similar al dialecto de Silesia, y las religiones. No obstante, con las guerras mundiales I y II y el frente oriental a la vuelta de la esquina, al aumentar las conscripciones, se incrementaron las migraciones de alemanes del Vístula del Zarato de Polonia. Algunos germanos polonizados y sus descendientes, sin embargo, permanecen en la región. Tras la Segunda Guerra Mundial, los que todavía eran germánicos sufrieron la confiscación de todos sus bienes y fueron expulsados de sus tierras por la Unión Soviética. 
Las listas de los buques de pasajeros de salida y llegada suelen mostrar a los alemanes del Vístula como de "Rusia", "Alemania", "Prusia", "Polonia" o "Austria". Esto implica que no todos los inmigrantes alemanes que recibieron los países figuran como germanos. De cualquier manera, el nombre de la aldea de origen es la clave para determinar de dónde procedía el antepasado. El sitio web ShtetlSeeker, vinculado hacia el final de este artículo, es un dispositivo útil para localizar el lugar de las aldeas. Sin embargo, debido a las variaciones de nombres en ruso, polaco, alemán, inglés, castellano y la pronunciación y ortografía, la localización de muchas aldeas y especialmente los pueblos más pequeños es un reto.

## Alemanes del Báltico
La presencia alemana en el margen oriental del mar Báltico se remonta a la Edad Media, cuando los comerciantes y misioneros empezaron a llegar desde la Europa Central. Los Hermanos Livonios de la Espada alemanes conquistaron la mayor parte de lo que hoy es Estonia y Letonia (antigua Livonia) a principios del siglo XIII. En 1237, los Hermanos de la Espada se incorporaron a la Orden Teutónica. 
En el transcurso de los próximos siglos, la Orden Teutónica se solidificó en un régimen de una nobleza de mayoría de habla alemana que gobernaba a los campesinos indígenas. Las instituciones religiosas y económicas a finales de la Livonia medieval eran controladas en su mayoría por los alemanes étnicos locales y por los nuevos inmigrantes de la Europa Central. Varias ciudades de la zona se unieron a la Liga Hanseática dominada por comerciantes de habla alemana. Esta presencia alemana no solo llevó el cristianismo a Estonia y Letonia -una de las últimas partes de Europa a la que llegó el cristianismo–, sino en última instancia también el luteranismo.
La Orden Teutónica fue perdiendo territorios durante el siglo XV y desapareció prácticamente como fuerza política a mediados del siglo XVI. Aunque los países del Báltico pasaron a manos de la Mancomunidad de Polonia-Lituania en el sur y al imperio sueco en el norte, el estatus de privilegio de la aristocracia de habla alemana permaneció inalterado por mucho tiempo. Se estima que los alemanes del Báltico no representaban más del 6% de la población de Estonia y Letonia a fines del siglo XVII, pero su posición dominante en la sociedad se mantuvo prácticamente invariable. 
Durante el reinado de Pedro el Grande, Rusia obtuvo de Suecia el dominio de gran parte de los países bálticos en la Gran Guerra del Norte a principios del siglo XVIII, pero dejó que la nobleza alemana los controlara. Hasta las políticas de rusificación de la década de 1880, la comunidad alemana y sus instituciones estaban intactas y protegidas por el Imperio Ruso. La nobleza alemana del Báltico era muy influyente en el ejército del Zar ruso y en la administración.
Las reformas de Alejandro III sustituyeron muchos de los tradicionales privilegios de la nobleza alemana con los gobiernos locales elegidos y reglamentos tributarios más uniformes. Las escuelas fueron obligadas a enseñar el ruso, y la prensa nacionalista rusa comenzó a calificar a los alemanes como antipatriotas e insuficientemente rusos. Los alemanes del Báltico también fueron el blanco de los movimientos nacionalistas letón y estonio. 
Cuando Estonia y Letonia se convirtieron en naciones independientes tras la Primera Guerra Mundial, se concedió un grado de autonomía a las instituciones alemanas, y las escuelas y periódicos alemanes se expandieron un poco durante ese período. No obstante, todos los privilegios tradicionales de la nobleza fueron suprimidos y la mayor parte de sus tierras agrícolas fueron redistribuidas a los agricultores locales. Por ese entonces, los alemanes étnicos no representaban más del 1,5% de la población estonia y aproximadamente el 3% de la población letona, luego de haber abandonado y partido hacia Alemania durante el caos de la Primera Guerra Mundial y la Revolución Rusa. La Letonia independiente practicó una política abierta de "letonización" en la década de 1930, a partir de la cual muchos nacionalistas de la Alemania Nazi comenzaron a llamar a los alemanes de Letonia para que abandonaran esas tierras y se asentaran en Alemania.  
A finales de 1939 (después del estallido de la Segunda Guerra Mundial), todo el resto de la comunidad alemana del Báltico fue repatriada por Hitler a una parte de las tierras de una antigua provincia alemana, de las que la Alemania nazi había recuperado el dominio mediante la invasión del oeste de Polonia (sobre todo en Warthegau). La base legal para esto fue acordada en el Pacto Ribbentrop-Mólotov de agosto de 1939, y la posterior transferencia de población dio luz verde a la Unión Soviética para la ocupación de Letonia y Estonia en 1940. 
Solo un puñado de alemanes del Báltico permanecieron bajo la dominación soviética después de 1945, principalmente los pocos que se negaron al llamamiento de Alemania de abandonar los países bálticos.

## Alemanes del Volga
Catalina II de Rusia (ella misma una alemana de Rusia, nacida en Stettin, ahora Szczecin en Polonia) hizo una proclamación abierta de inmigración para alemanes cristianos que desearan vivir en el Imperio ruso, con fecha de 22 de julio de 1763. Esto marcó el comienzo de una mayor presencia de alemanes en el Imperio. Casi inmediatamente después se fundaron varias colonias en la parte baja del río. Estas primeras colonias fueron atacadas durante el levantamiento de Pugachov, que se centró en la zona del Volga, pero sobrevivieron a la rebelión. 

La inmigración alemana fue motivada en parte por la intolerancia religiosa y la guerra en la Europa Central, así como por difíciles condiciones económicas. La declaración de Catalina II liberaba a los inmigrantes alemanes de prestar el servicio militar en Rusia (impuesto para algunos nativos rusos) y de la mayoría de los impuestos en un primer momento. Se colocaba a los recién llegados fuera de la jerarquía feudal de Rusia y se les concedía una considerable autonomía interna. Por aquel entonces, emigrar a Rusia daba a la mayoría de ellos los derechos políticos que no podían ejercer en su propia tierra debido al despotismo del resto de Europa. Las minorías religiosas encontraron estos términos muy aceptables, especialmente los menonitas del valle del Vístula, región que había caído en manos de Prusia durante la Primera partición de Polonia. Su renuencia a prestar el servicio militar y su larga tradición de disentir con la corriente principal del luteranismo y el calvinismo, les hacía difícil la vida. Casi todos los menonitas de Prusia emigraron a Rusia durante el siglo siguiente, pasando desde entonces a ser conocidos como menonitas de Rusia). 

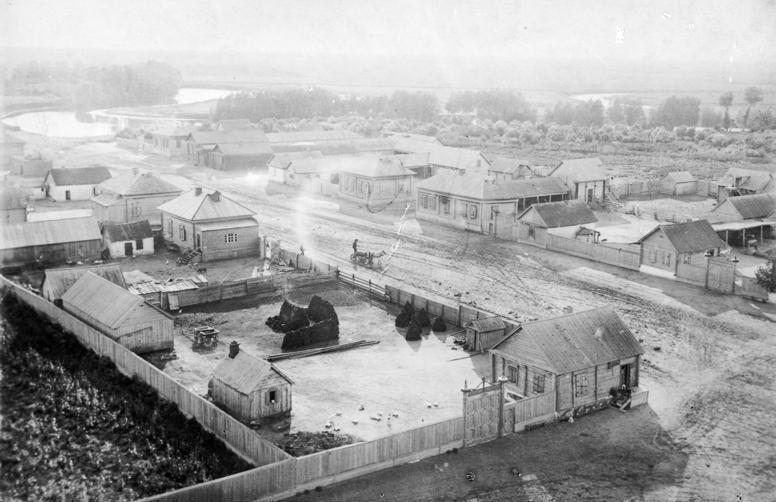
Aldea alemana Streckerau, 1920, hoy denominada Novokámenka, en la Oblast de Sarátov, Rusia

Otras minorías religiosas de Alemania aprovecharon el ofrecimiento de Catalina II, en particular los cristianos evangélicos, como los bautistas, si bien la declaración de Catalina les prohibía el proselitismo entre los miembros de la iglesia ortodoxa, que tenían libertad para evangelizar a los musulmanes de Rusia y a otras minorías no cristianas.
La colonización alemana fue más intensa en el bajo Volga, aunque también se dirigieron a otras zonas, como la que rodea al Mar Negro (por entonces parte del Imperio ruso), que recibió muchos inmigrantes alemanes (alemanes del mar Negro), y la parte inferior del río Dniéper, en torno a Ekaterinoslav (ahora Dnipró) y Aleksándrovsk (ahora Zaporizhia), que se vieron favorecidas por los menonitas. 
En 1803, el nieto de Catalina II, el Zar Alejandro I, volvió a invitar a los alemanes a que poblaran sus territorios. A causa del caos de las guerras napoleónicas, la respuesta de los alemanes fue enorme. En última instancia, el Zar impuso requisitos mínimos de financiamiento a los nuevos inmigrantes alemanes, que les exigían o bien tener 300 Gulden en efectivo, o aptitudes especiales con el fin de llegar a Rusia.
La abolición de la servidumbre en 1861 creó una escasez de mano de obra, que motivó nueva inmigración alemana, particularmente de la Europa Central, donde ya no quedaban suficientes tierras para el empleo en la agricultura. 
Por otro lado, una parte considerable de alemanes de Rusia emigraron a la propia Rusia desde sus posesiones polacas. Las particiones de Polonia a fines del siglo XVIII dividieron al Estado polaco entre Austria, Prusia y Rusia. Ya había muchos alemanes viviendo en la parte polaca transferida a Rusia desde la Edad Media y desde migraciones posteriores. Muchos alemanes de la Polonia rusa emigraron aún más hacia el este hasta la Primera Guerra Mundial, sobre todo después del Levantamiento polaco de noviembre contra el dominio ruso de 1930. El Levantamiento de Enero de 1863 añadió nueva inmigración alemana desde Polonia a los que ya habían ido hacia el este, y dio lugar a la fundación de extensas colonias alemanas en Volinia (los cuales serían conocidos como alemanes de Volinia). Cuando Polonia recuperó su independencia luego de la Primera Guerra Mundial, dejó de ser una fuente de inmigración alemana hacia Rusia, pero para entonces ya había cientos de miles de enclaves alemanes en todo el Imperio ruso.
Los alemanes también se asentaron en la zona del Cáucaso desde comienzos del siglo XIX (alemanes del Cáucaso), y en la década de 1850 se expandieron hasta Crimea (alemanes del mar Negro). En 1890, se fundaron nuevas colonias alemanas en Altái, en la Rusia asiática. Las áreas de colonización alemana se expandieron incluso en Ucrania hasta bien entrada la Primera Guerra Mundial.
Sin embargo, Rusia cambió sus políticas y comenzó un proceso de rusificación forzoso. Aumentó la presión para que los alemanes étnicos adoptaran el idioma ruso y cambió los nombres de las aldeas en alemán por nombres rusos. Esto provocó que varios contingentes empezaran a emigrar hacia Canadá, Estados Unidos, Brasil y Argentina.
Tras fuertes migraciones hacia América, en el censo de 1897 del Imperio Ruso quedaban 1,8 millones de habitantes que declararon como lengua materna el alemán.

## Alemanes del Mar Negro
Los alemanes del Mar Negro se asentaron en la orilla septentrional del mar Negro en los siglos XVIII y XIX, en la región que el Imperio ruso acababa de conquistar a través de dos guerras con el Imperio otomano (1768-1774) y de la anexión del Janato de Crimea (1783). Esta región fue renombrada Nueva Rusia (actual Ucrania). Los importantes grupos de alemanes radicados en esta región incluyen a los alemanes de Besarabia, los alemanes de Dobruja y los alemanes de Bucovina. La distribución de los asentamientos no fue tan compacta como la del Volga, sino que se diseminaron en una gran cadena de colonias. Los primeros colonos alemanes llegaron en 1787, primero desde la Prusia Occidental y luego del oeste y sudoeste de Alemania, así como del área de Varsovia. A partir de 1803, también llegaron muchos alemanes de la zona nordeste de Alsacia, al oeste del río Rin. Se establecieron aproximadamente a 30 millas al noreste de la ciudad de Odesa, formando varios enclaves que se expandieron rápidamente, lo que resultó en el surgimiento de colonias hijas en las cercanías.
Esta fue también la región en donde los menonitas fundaron su primera colonia, la colonia Chortitza, además de sus colonias en el Volga.

## Alemanes de Crimea
Desde 1783 en adelante, hubo asentamientos sistemáticos de rusos, ucranianos y alemanes en la península de Crimea (en lo que fue luego el Janato de Crimea) con el fin de debilitar a la población de tártaros de Crimea. 
En 1939, dos años antes de la deportación de los alemanes de Rusia a los campos de concentración de Siberia, alrededor de 60.000 del 1,1 millón de habitantes de Crimea eran alemanes.   
Solo bajo la Perestroika los alemanes que habían sobrevivido pudieron retornar a la península.

## Alemanes del Cáucaso
En la región del Cáucaso, como el Cáucaso Norte, Georgia y Azerbaiyán, existía asimismo una minoría alemana de alrededor de 100.000 personas. En 1941, Stalin ordenó que todos los habitantes de padre alemán fueran deportados a Siberia o Kazajistán a realizar trabajos forzados en campos de concentración. 

## Alemanes de Volinia
La migración de alemanes a Volinia (región que cubre hoy el noroeste de Ucrania desde una corta distancia al oeste de Kiev hasta la frontera con Polonia) se produjo bajo condiciones muy diferentes de las que se dieron en otras partes de Rusia. Su migración se inició por el fomento de la nobleza local, a menudo polacos terratenientes, que querían desarrollar sus importantes tenencias de tierras en la zona. El 75% o más de ellos eran probablemente alemanes étnicos provenientes de la Polonia rusa más aquellos que se sumaron de otras regiones como del este y el oeste de Prusia, Pomerania, Posen, Wurtemberg y Galitzia, entre otros. Aunque los propios nobles les ofrecieron ciertas ventajas para el traslado, los alemanes de Volinia no recibieron ninguna facilidad fiscal ni tampoco la excepción del servicio militar que recibieron los alemanes de otras regiones.
El asentamiento comenzó como un goteo poco después de 1800. Una oleada se produjo tras la primera rebelión polaca de 1831, pero hacia 1850 todavía no pasaban de 5.000. La mayor migración tuvo lugar después de la segunda rebelión polaca de 1863, cuando empezaron las inundaciones en la zona hasta que llegó a su pico con alrededor de 200.000 en 1900. La gran mayoría de estos alemanes eran de fe luterana (en Europa eran referidos como evangélicos). Un número pequeño de menonitas de la zona baja del río Vístula se asentó en la parte sur de Volinia, mientras que los bautistas y los Hermanos Moravos, que también llegaron, lo hicieron al noroeste de Zhitómir. Otra gran diferencia entre los alemanes aquí y en otras partes de Rusia es que los otros tendieron a asentarse en comunidades más grandes. Los alemanes de Volinia fueron esparcidos en más de 1400 aldeas. A pesar de que la población alcanzó su punto máximo en 1900, a fines de 1880 muchos alemanes ya habían comenzado a emigrar de Volinia hacia América del Norte. 
Entre 1911 y 1915, un pequeño grupo de agricultores alemanes de Volinia (36 familias - más de 200 personas) eligieron, en vez de ir hacia Siberia Oriental, hacer uso de los subsidios de reasentamiento de la reforma de Stolypin. Se establecieron en tres aldeas (Pijtinsk, Sredne-Pijtinsk y Dagnik) en lo que hoy es el distrito Zalarinski del óblast de Irkutsk, donde llegaron a ser conocidos como los "holandeses del Bug". Aparentemente, debieron dejar de usar el alemán y en su lugar hablaban ucraniano o polaco, y utilizaban Biblias luteranas que habían sido impresas en la Prusia Oriental, en polaco, pero en escritura gótica. Sus descendientes, quienes todavía tienen nombres alemanes, continúan viviendo en el distrito en el siglo XXI.

## Declive de los alemanes de Rusia
El declive de los alemanes de Rusia empezó con las reformas de Alejandro II. En 1871, derogó la política de puerta abierta a la inmigración de sus ancestros, poniendo fin así a cualquier nueva inmigración alemana al Imperio. A pesar de ello, las colonias alemanas seguían en expansión, impulsadas por el crecimiento natural y por la inmigración de los alemanes de Polonia. 
El nacionalismo ruso, que se acentuó bajo Alejandro III, sirvió de justificación para eliminar en 1871 la mayor parte de los privilegios fiscales que se les habían prometido a los alemanes de Rusia, y después de 1874 fueron obligados a prestar servicio militar. Solo después de largas negociaciones se les permitió a los menonitas, tradicionalmente pacifistas, prestar un servicio alternativo en forma de trabajo en la silvicultura y el cuerpo médico. El consiguiente descontento motivó a muchos alemanes de Rusia, especialmente a los miembros de las iglesias cristianas protestantes, a emigrar a los Estados Unidos y Canadá, mientras que muchos alemanes católicos optaron por Brasil y Argentina. Se trasladaron principalmente a las Grandes Llanuras de Estados Unidos (Great Plains), al oeste de Canadá, sobre todo a Manitoba y Saskatchewan, a Brasil, especialmente a Santa Catarina y Río Grande del Sur, y a Argentina, ante todo a las provincias de Entre Ríos, Buenos Aires y La Pampa. 
Después de 1881, los alemanes de Rusia estuvieron obligados a estudiar idioma ruso en las escuelas y perdieron todos sus "privilegios" restantes. Muchos alemanes permanecieron en Rusia, en especial comerciantes y empresarios, ya que Rusia se comenzó a industrializar a fines del siglo XIX. Dentro del grupo de ingenieros, técnicos, industriales, financieros y latifundistas de Rusia, los alemanes de Rusia estaban representados en una proporción muy elevada si se tiene en cuenta que se trataba de una minoría étnica. 
La Primera Guerra Mundial fue la primera vez que Rusia entró en guerra contra Alemania desde la era napoleónica, y los alemanes de Rusia fueron rápidamente sospechosos de tener simpatías con el enemigo. En 1915, cuando Rusia empezó a perder la guerra, los alemanes que vivían en la zona de Volinia fueron deportados a las colonias alemanas de la zona baja del Volga. Muchos alemanes fueron exiliados a Siberia por el gobierno del zar como enemigos del Estado, sin juicios ni pruebas. En 1916, se emitió la orden de deportar también a los alemanes del Volga hacia el este, pero la Revolución rusa impidió que esto pudiera llevarse a cabo. 
En el caos de la revolución rusa y la guerra civil que siguió, numerosos alemanes étnicos fueron desplazados dentro de Rusia o emigraron de Rusia comunidades enteras. La anarquía que generó la guerra civil rusa fue devastadora para muchas comunidades de alemanes, en particular para los disidentes religiosos, como los menonitas. 

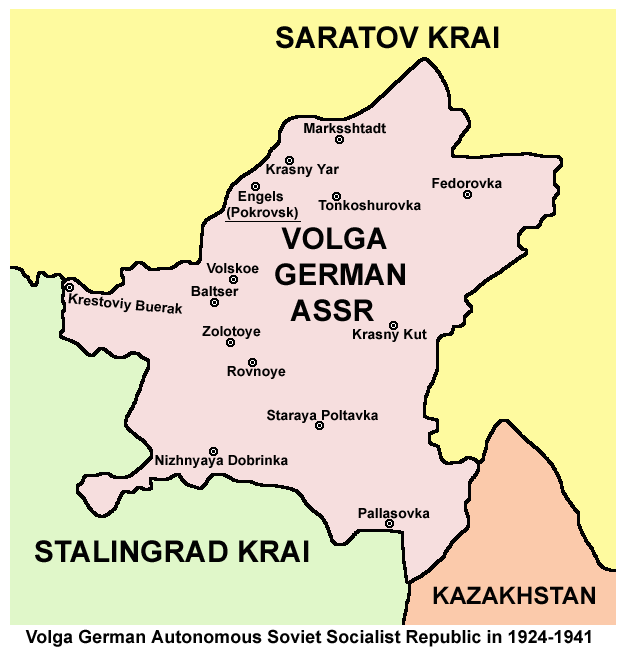

Este período de escasez de alimentos causó hambrunas por las largas distancias durante los combates. Eso, sumado a la epidemia del tifus de principios de 1920, hizo que pereciera un tercio de la población alemana de Rusia. Las organizaciones de alemanes de Rusia de América, particularmente el Mennonite Central Committee, organizó un socorro a fines de 1920. A medida que el caos se desvanecía y la posición de la Unión Soviética se hacía más segura, muchos alemanes que se habían quedado optaron por emigrar definitivamente a América. La emigración desde la Unión Soviética se detuvo en 1929 por decreto de Stalin, lo que dejó algo más de un millón de alemanes de Rusia dentro de las fronteras soviéticas.
La Unión Soviética les confiscó absolutamente todo a los alemanes de Rusia, cuando Stalin suprimió la Nueva Política Económica de Lenin en 1929 y comenzó el reclutamiento forzoso para la colectivización de la agricultura y la liquidación de las grandes parcelas. 
No obstante, la política de nacionalidades soviética había restaurado, en cierta medida, las instituciones de los alemanes de Rusia en algunas áreas. En julio de 1924, se fundó la República Autónoma de los Alemanes del Volga, dando a los alemanes del Volga algunas instituciones autónomas en idioma alemán. Las iglesias cristianas de los alemanes, al igual que casi todas las afiliaciones religiosas en Rusia, fueron reprimidas sin piedad bajo Stalin. Sin embargo, para los alemanes del Volga que permanecían allí, el alemán se había convertido en el idioma de los funcionarios locales por primera vez desde 1881.

## Genocidio de los alemanes de Rusia
Las condiciones de vida de los alemanes de Rusia fueron haciéndose cada vez más severas hasta que finalmente, bajo la dictadura de Stalin, todos los alemanes de Rusia fueron deportados a campos de concentración gulags ubicados en Siberia y otros lugares del Asia Central, lo que provocó un genocidio.
Las hostilidades hacia los alemanes venían desde antes; estos incluso fueron alcanzados por las políticas de hambrunas forzadas (Holodomor) del régimen y previo a eso se les había sometido a políticas agresivas de rusificación.
En julio de 1941, luego de la invasión alemana a la URSS durante la Segunda Guerra Mundial, se abolió la RASS de los alemanes del Volga por orden de Stalin. Nuevamente se les confiscó todo, y los alemanes fueron deportados en masa a campos de concentración ubicados en Kazajistán, Altái y otras zonas remotas. En 1942, la totalidad de la población de alemanes de Rusia apta para trabajar se encontraba reclutada como trabajadores forzosos en dichos campos y debían trabajar incluso aunque eso significara para la mayor parte de ellos morir de hambre, deshidratación y extenuación. 
El 26 de noviembre de 1948, Stalin decretó el destierro permanente, declarando que a los alemanes de Rusia les estaba "prohibido para siempre regresar a Europa", pero esta decisión fue revocada después de su muerte en 1953. Algunos sobrevivientes retornaron desde la Rusia oriental a la Rusia europea durante el deshielo de Jrushchov, pero otros permanecieron en la pobreza en la Asia Soviética, despojados de todo. A diferencia de otros pueblos víctimas de genocidio, los alemanes de Rusia nunca fueron indemnizados.
La Perestroika abrió las fronteras del país y eso facilitó la emigración de muchos sobrevivientes alemanes desde la Unión Soviética a Alemania, su patria ancestral. El colapso de la Unión Soviética en 1991 permitió que muchos sobrevivientes pudieran hacer uso del "derecho al retorno" que reconoce Alemania a los alemanes étnicos. Otros alemanes aprovecharon que, tras el colapso de la Unión Soviética, era posible moverse dentro del país y emigraron a distritos de Rusia hoy erigidos sobre sus provincias ancestrales: alrededor de 6.000 alemanes se asentaron en el óblast de Kaliningrado (antigua Prusia Oriental). Sin embargo, ninguna de sus propiedades confiscadas, desde entonces habitadas por rusos, les han sido devueltas hasta la actualidad.
En el censo de 2002 de Rusia, se enumeraban 597.212 personas de ascendencia alemana, el quinto grupo étnico más grande del país, y que comprende un 0.42% de la población. Además, el mismo censo determinó que hay 2,9 millones de rusos étnicos (casi el 2% de la población total) que entienden el idioma alemán en algún nivel, además del ruso.
Algunos sobrevivientes viven en Siberia, en la región de los campos de concentración donde fueron esclavizados por el régimen soviético, y son conocidos como alemanes de Siberia.

## Alemanes de Kazajistán
Los alemanes de Kazajistán son una minoría en Kazajistán y viven especialmente en el noreste del país, entre Astaná y Öskemen. La mayor parte son alemanes del Volga sobrevivientes que habían sido deportados a la RSS de Kazajistán (actual Kazajistán) desde la República Autónoma Socialista Soviética de los Alemanes del Volga en 1941 por orden de Stalin, para realizar trabajos forzados en campos de concentración.
Después de la deportación, los alemanes de Volga, así como el resto de las minorías deportadas, han sido asimilados por la fuerza con los rusos. Los métodos de naturalización han incluido la prohibición de hablar alemán, prohibición de la práctica religiosa, prohibición de educación en la lengua materna, prohibición de la observancia de feriados étnicos, prohibición del libre tránsito y traslado, etc.
Después de siglos de contribuir significativamente a la prosperidad rusa, los alemanes de Rusia fueron declarados enemigos del Estado a causa de su fe cristiana en tiempos del comunismo ruso. La tragedia de su destino fue hasta cierto punto vuelta a vivir por las próximas dos generaciones después de la Segunda Guerra Mundial (con un mayor grado para la primera generación después de la guerra). Ese fue el motivo principal de la emigración en masa de los alemanes de Rusia hacia Alemania tras la disolución de la Unión Soviética. 
Gracias al derecho alemán de retorno (que permite que descendientes de alemanes étnicos puedan regresar a la patria de sus ancestros), los alemanes de Rusia fueron beneficiarios de un proceso de inmigración subvencionado por la propia Alemania para volver a la tierra de sus antepasados.
Según un censo de 1989, con un total de 957.518, vivían más ciudadanos de origen alemán en Kazajistán (5,8% de la población) que en toda Rusia incluida Siberia (841.295). Hoy en día, los alemanes que quedan en Kazajistán son moradores urbanos. En la capital, Astaná, representan aproximadamente el 6% de la población. En 1999 había 353.441 alemanes en Kazajistán. Los últimos censos de 2017 estiman que poco más del 1,1% de la población es de origen alemán.

## Posguerra
Durante el gobierno de Nikita Jrushchov, la Unión Soviética firmó en septiembre de 1955 un decreto por el cual se reconocía públicamente que el trato dado a los alemanes de Rusia había sido totalmente infundado, garantizando de esta manera la amnistía a los supervivientes que quedaran en Rusia. A pesar de ser reconocidos como víctimas, fueron obligados a firmar ciertos trámites en donde renunciaban a todos sus derechos de propiedad y de herencia, así como de volver al territorio de su antigua república. 
Como consecuencia de la vida impuesta en los campos de concentración, la generación de sobrevivientes de alemanes de Rusia que quedó allí creció sin familia y sin escuela. Las familias alemanas fueron diezmadas. En el marco de estas necesidades, los supervivientes se vieron obligados a firmar renuncias que vulneraban aún más su dignidad humana en otros aspectos pero ponían fin a la persecución. A diferencia de otros pueblos víctimas de genocidio, los alemanes del Volga nunca fueron indemnizados.
El 29 de agosto de 1964, un segundo decreto admitía abiertamente la culpa del gobierno soviético en la persecución y genocidio de un pueblo inocente. No obstante, ninguno de sus derechos les ha sido restituido hasta la actualidad.

## Algunos alemanes notables de Rusia
- Alejo II
- Mijaíl Barclay de Tolly
- Fabian Gottlieb von Bellingshausen
- Carlos Berg
- Carlota de Prusia (Alejandra Fiódorovna)
- Catalina II de Rusia
- Mijaíl Clodt (barón von Jürgensburg)
- Nikolái Essen
- Herman Gref, exministro de Economía y Comercio de Rusia y presidente del Sberbank.
- María de Hesse-Darmstadt (María Aleksándrovna)
- Olga Knipper
- Viktor Kress, 5 veces gobernador de la óblast de Tomsk.
- Pedro III de Rusia
- Adam Johann von Krusenstern
- Ludwig Martens
- Vsévolod Meyerhold
- Karl Nesselrode
- Heinrich Neuhaus
- Helene Fischer
- Sviatoslav Richter
- Nicholas Roerich
- Fiódor Schechtel
- Otto Schmidt
- Iván Shmalgauzen
- Alfred Shnitke
- Richard Sorge
- Ígor Tamm
- Serguéi Witte
- Piotr Wrangel
- Sofía Dorotea de Wurtemberg (María Fiódorovna)